# Graphite-Epoxy Motor
Il Graphite-Epoxy Motor ( motore in grafite-epossidica GEM) è un razzo ausiliario a propellente solido prodotto dalla Northrop Grumman e usato come booster per i lanciatori Delta II, Delta III e Delta IV.
Un motore in grafite-epossidica, o GEM (Graphite-Epoxy Motor), è un tipo di motore a razzo solido utilizzato per propellere veicoli spaziali o lanciatori nello spazio. Questi motori sono noti per la loro efficienza, affidabilità e prestazioni. Sono costituiti da un propellente solido che è un materiale composito composto da una miscela di resina epossidica e una grande quantità di grafite in polvere. La combinazione di questi materiali conferisce al motore il suo nome.
Ecco alcune caratteristiche principali dei motori in grafite-epossidica:
Materiale Composito: I motori GEM utilizzano un materiale composito per il loro propellente. La combinazione di epossidica e grafite fornisce un elevato impulso specifico, che è una misura dell'efficienza di un motore a razzo. Ciò consente ai veicoli spaziali di raggiungere velocità più elevate e altitudini maggiori.
Propellente Solido: I motori GEM sono classificati come motori a razzo solidi perché utilizzano un singolo propellente autosufficiente che viene acceso nella parte inferiore del motore. I motori a razzo solidi sono noti per la loro semplicità e affidabilità.
Booster Strap-On: I motori GEM vengono spesso utilizzati come booster strap-on per i lanciatori. Vengono attaccati al razzo principale e forniscono spinta aggiuntiva durante la fase iniziale del lancio per superare la gravità terrestre.
Economici: I motori GEM sono economici rispetto a alcuni altri metodi di propulsione, rendendoli una scelta attraente per fornitori di lanci commerciali e agenzie spaziali.
Design Modulare: I motori GEM sono generalmente realizzati con un design modulare, che consente di attaccarli facilmente al lanciatore e di adattarli alle specifiche esigenze della missione.
Sicurezza: I motori a razzo solidi come i GEM sono considerati più sicuri rispetto ai razzi con propellenti liquidi, poiché non presentano gli stessi rischi di perdite o esplosioni associati ai propellenti liquidi.
Applicazioni: I motori GEM sono stati utilizzati in vari lanciatori, tra cui i razzi Delta II e Delta IV sviluppati da United Launch Alliance.
È importante notare che sebbene i motori GEM offrano vantaggi in termini di semplicità e convenienza, vengono generalmente utilizzati in combinazione con altri sistemi di propulsione per fornire la spinta necessaria per lanciare carichi nello spazio. La combinazione di diversi tipi di motori consente una maggiore flessibilità nella progettazione dei lanciatori per requisiti specifici delle missioni.

## Caratteristiche tecniche

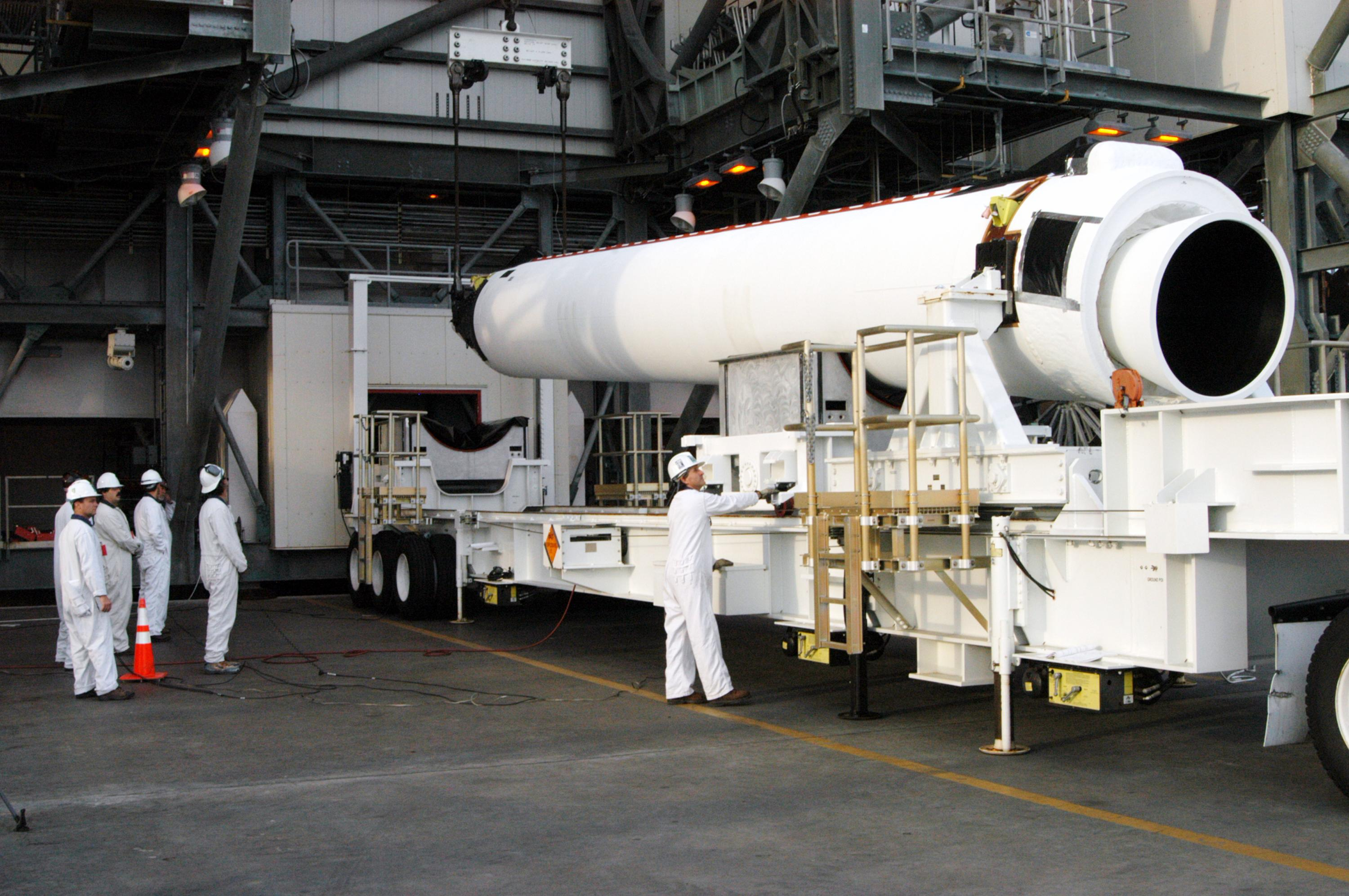
Un GEM-60 per un Delta IV

- Il GEM-40 è un motore a razzo a propellente solido del diametro di 40 pollici (1.000 mm) utilizzato sul Delta II a partire dal 1990. L'uso di materiali compositi ha consentito l'uso di involucri più leggeri rispetto agli involucri in acciaio dei Castor 4 (impiegati inizialmente come secondo stadio dello Scout B).[6] I lanciatori Delta II possono utilizzare 3, 4 o 9 GEM-40, accesi tutti insieme o, nel caso di 9, 3 vengono innescati quando gli altri 6 si sono sganciati.[7]

- Il GEM-46, del diametro allargato a 46 pollici (1.200 mm), era stato inizialmente sviluppato per il Delta III. Questa variante del motore comprendeva anche il controllo della spinta (TVC) per migliorare la guida del veicolo. Dopo la cessazione del Delta III, i motori GEM-46 (senza TVC)[7] furono utilizzati sul Delta II per creare il Delta II Heavy, con la possibilità di essere lanciato solo da un pad modificato a Cape Canaveral.[8] Sia il Delta III, che il Delta II-Heavy hanno impiegato 9 GEM-46, con 6 innescati a terra e 3 in aria.[9][10]

- Il GEM-60, da 60 pollici di diametro (1.500 mm), è utilizzato sulla famiglia di lanciatori Delta IV. Questi motori sono disponibili con e senza TVC.[7] Un Delta IV può utilizzare 2 o 4 GEM-60 ed è classificata come veicolo di lancio Delta IV Medium +.[11]

- Il GEM-63 è stato sviluppato come sostituto per il booster Aerojet Rocketdyne AJ-60A utilizzato sull'Atlas V. L'Atlas V inizierà ad impiegare il GEM-63 nel 2019.[12] Un GEM-63 migliorato, il GEM-63XL (più lungo del GEM-63 di 1,8 m), è previsto per l'uso sul lanciatore Vulcan nel 2020.[13][14] Il CEO ULA Tory Bruno ha dichiarato che è stato scelto il GEM-63 per Atlas V e Vulcan perché offre prestazioni più elevate a quasi la metà del costo dei razzi AJ-60A, attualmente utilizzati sull'Atlas V.[15]